# Mohamed Soumaïla
Mohamed Somaila (né le 30 octobre 1994) est un footballeur international nigérien.

## Biographie
Il commence par jouer avec l'Olympic Niamey en 2012.
Depuis 2011, il joue avec l'équipe du Niger de football et il fait notamment partie de la liste des appelés pour la Coupe d'Afrique des nations 2012.